# Ардатово (Башкортостан)
Арда́тово (баш. Арҙат) — деревня в Кугарчинском районе Башкортостана, входит в состав Максютовского сельсовета.

## Географическое положение
Расстояние до:
- центра сельсовета (Мраково): 38 км,
- центра сельсовета (Максютово): 5 км,
- ближайшей ж/д станции (Тюльган): 52 км.

## Население
| 2002 | 2009 | 2010 |
| ---- | ---- | ---- |
| 228  | ↘186 | ↗191 |

### Национальный состав
Согласно переписи 2002 года, преобладающая национальность — русские (44 %).

## Известные уроженцы
- Буянов, Иван Фёдорович (1926—1976) — советский комбайнёр, Герой Социалистического Труда[5].